# Peter Wilhelm Lund
Peter Wilhelm Lund (Copenhague, 14 de junio de 1801-Lagoa Santa, Brasil; 25 de mayo de 1880) fue un paleontólogo, y naturalista danés.

## Biografía
En 1818 se graduó en letras y en medicina de la Universidad de Copenhague.
En 1825 realizó su primer viaje para formar una colección de vegetales y otra de insectos en Río de Janeiro, Brasil, país al que volvería en 1833 para instalarse definitivamente en Lagoa Santa, Minas Gerais, pensando que el clima le ayudaría a sobrellevar su enfermedad respiratoria. Durante su viaje encuentra a su compatriota Peter Claussen, quien se encuentra en esa región explorando cavernas calcáreas. Es en esta zona de relieve karstisco donde a su vez Lund explora sistemáticamente las cavernas y compone su colección de más de 12 000 restos fósiles del Pleistoceno y los restos del Homem de Lagoa Santa, un homínido de características negroides, en la gruta Lapinha (1834). Dado que sus investigaciones eran financiadas por la Corona danesa, los huesos del hombre de Lagoa Santa fueron enviados al Museo de Zoología de Copenhague. Asimismo descubrió numerosas herramientas líticas y pinturas rupestres.
Fue el primer naturalista en describir el Speothos venaticus, llamado «zorro vinagre», «perro de agua» o «perro de monte» (1842). Postuló además correctamente la existencia de dos (y no una) especies extintas de perezoso gigante, lo que se confirmó siglo y medio más tarde. También estudió los esqueletos de especies extintas de caballos americanos y el tigre "dientes de sable" (Smilodon populator).
En 1844 la salud de Lund se agrava e interrumpe su actividad científica. Se ha sugerido que influyó el impacto que la teoría de la evolución de Darwin (que conoció y citó los trabajos de Lund) y sus propios hallazgos realizaron en su estricta fe luterana.

## Obra
- Physiologische Resultate der Vivisectionen neuerer Zeit - Preisschrift, Kopenhagen, Brummer 1825

- Lütken, Christian Frederik: E Museo Lundii. En Samling af Afhandlinger om de i det indre Brasiliens Kalkstenshuler af ... P. V. Lund udgravede ... Dyre- og Menneskeknogler ... Udgivet af ... C. F. Lütken. Kjøbenhavn, 1888